# جت آسیا
جت آسیا (به انگلیسی: Jet Asia) یک شرکت هواپیمایی است. دفتر مرکزی جت آسیا در ماکائو، چین واقع شده‌است.